# Certaldo
Certaldo je město v Itálii. V roce 2013 zde žilo 16 006 obyvatel.

## Geografie
Obec má rozlohu přibližně 75 km2. Obec se nachází asi 40 km jihozápadně od Florencie. Městskou oblastí protéká řeka Elsa. Historické centrum města, horní město (Certaldo alto, Certaldo alta) leží na kopci, dolní město (Certaldo basso) leží dole u řeky a přímo na trase Via Francigena, která pochází ze 17. století. Z dolního města vede lanovka do horní části města.

## Památky
- Dům Giovanni Boccaccio, na hlavní ulici Via Boccaccio v Certaldo Alto. Dům byl poničen během bombardování v období Druhé světové války, ale brzy po válce rychle znovu vystavěn. V interiéru jsou k vidění fresky od Pietro Benvenuti z roku 1826.

## Partnerská města
- Neuruppin, Německo
- Kanramachi, Japonsko
- Canterbury, Spojené království